# Liste der denkmalgeschützten Objekte in Wien/Rudolfsheim-Fünfhaus
Die Liste der denkmalgeschützten Objekte in Wien/Rudolfsheim-Fünfhaus enthält die 81 denkmalgeschützten unbeweglichen Objekte des 15. Wiener Gemeindebezirks Rudolfsheim-Fünfhaus. Die Objekte befinden sich in den drei Katastralgemeinden Fünfhaus, Sechshaus und Rudolfsheim.

## Denkmäler
| Foto |                 | Denkmal | Standort                                                  | Beschreibung | Metadaten |
| ---- | --------------- | --- | --------------------------------------------------------- | --- | --- |
| ja   | Datei hochladen | Wohnhausanlage der Gemeinde Wien, Forstner-Hof HERIS-ID: 48490 Objekt-ID: 52011 Wiener Wohnen: 180                         | Alliogasse 27-33 Standort KG: Fünfhaus                    | Der Forstner-Hof entstand 1924 nach Plänen von Gottlieb Michal. Zur Alliogasse ist die Anlage durch einen niedrigen zentralen Wohnblock mit flankierenden Durchgängen abgeschlossen. Die Fassaden sind durch polygonale Erker mit Reliefs der Tierkreiszeichen und Rautenornamentfelder gestaltet. | BDA-Hist.: Q38030469 Status: § 2a Stand der BDA-Liste: 2025-06-30 Name: Wohnhausanlage der Gemeinde Wien, Forstner-Hof GstNr.: .839 Forstnerhof |
| ja   | Datei hochladen | Wohnhausanlage der Gemeinde Wien HERIS-ID: 48493 Objekt-ID: 52014 Wiener Wohnen: 1070                                      | Alliogasse 35 Standort KG: Fünfhaus                       | Architekt des 1932 errichteten Wohnbaus war Leo Kammel. Ein markantes Element sind die zurückgesetzten Ecktürme mit umlaufenden Balkonen, die aber nur auf drei Seiten zu sehen sind, da die vierte Seite von einem Wohnhaus aus den 1910er-Jahren eingenommen wird. | BDA-Hist.: Q38030491 Status: § 2a Stand der BDA-Liste: 2025-06-30 Name: Wohnhausanlage der Gemeinde Wien GstNr.: .965 Gablenzgasse 35 |
| ja   | Datei hochladen | ehem. Fabriksgebäude Wiener Schuhe AG Bally, heute Wr. Gewerbehöfe HERIS-ID: 62101 Objekt-ID: 74619                        | Brunhildengasse 1, 1A Standort KG: Fünfhaus               | Der langgestreckte Ständerbau (errichtet 1924, Architekt Bruno Bauer; erweitert 1934 und 1960/61 umgebaut) ist durch Lisenen und Rahmenfelder sowie Dachhäuschen rhythmisch gegliedert. | BDA-Hist.: Q105427210 Status: § 2a Stand der BDA-Liste: 2025-06-30 Name: ehem. Fabriksgebäude Wiener Schuhe AG Bally, heute Wr. Gewerbehöfe GstNr.: .843/1, .843/2 Bally Factory, Rudolfsheim-Fünfhaus                                                |
| ja   | Datei hochladen | Kath. Pfarrkirche, Christkönigkirche HERIS-ID: 48497 Objekt-ID: 52019                                                      | Burjanplatz 2 Standort KG: Fünfhaus                       | Die Christkönigskirche wurde 1933/34 nach Plänen Clemens Holzmeisters errichtet. | BDA-Hist.: Q1083935 Status: § 2a Stand der BDA-Liste: 2025-06-30 Name: Kath. Pfarrkirche, Christ-Königkirche GstNr.: .976 Christkönigskirche, Vienna                                                                                                  |
| ja   | Datei hochladen | Ehem. Fürsorgehaus, heute Pfarrkindergarten und Hort HERIS-ID: 61968 Objekt-ID: 74464                                      | Burjanplatz 2 Standort KG: Fünfhaus                       | Das Fürsorgehaus entstand 1933/34 als Teil der von Clemens Holzmeister geplanten Seelsorgeanlage Christkönigskirche. Der L-förmige Trakt ist durch eine dreiachsige Arkadenhalle mit der Kirche verbunden. | BDA-Hist.: Q38098122 Status: § 2a Stand der BDA-Liste: 2025-06-30 Name: Ehem. Fürsorgehaus, heute Pfarrkindergarten und Hort GstNr.: .976, 206/21 |
| ja   | Datei hochladen | Grabdenkmäler HERIS-ID: 61969 Objekt-ID: 74465                                                                             | Burjanplatz 2 Standort KG: Fünfhaus                       | In der Grünanlage um die Christ-Königkirche, vor allem am Burjanplatz, sind mehrere Grabdenkmäler des aufgelassenen Schmelzer Friedhofs aufgestellt. | BDA-Hist.: Q38098131 Status: § 2a Stand der BDA-Liste: 2025-06-30 Name: Grabdenkmäler GstNr.: 206/696 Grabskulpturen vom Schmelzer Friedhof bei der Christkönigskirche, Wien                                                                          |
| ja   | Datei hochladen | Brunnen HERIS-ID: 64508 Objekt-ID: 77239                                                                                   | vor Burjanplatz 2 Standort KG: Fünfhaus                   | Dimitris Manikas schuf 1984 den Brunnen in Gestalt einer aus Granit gemeißelten Schale, die von vier diagonal aufgestellten Säulen getragen wird. Der Brunnen steht erhöht auf einem zweistufigen Podest und befindet sich damit auf gleicher Höhe mit der Pietà im Vorhof der Christ-Königkirche. | BDA-Hist.: Q38107223 Status: § 2a Stand der BDA-Liste: 2025-06-30 Name: Brunnen GstNr.: 206/37 Brunnen am Burjanplatz, Vienna |
| ja   | Datei hochladen | Wohnhausanlage der Gemeinde Wien HERIS-ID: 48583 Objekt-ID: 52118 Wiener Wohnen: 1064                                      | Chrobakgasse 3-5 Standort KG: Fünfhaus                    | Die Wohnhausanlage wurde 1926 von Arnold Hatschek errichtet. Die symmetrische Straßenfassade ist in klassizisierenden Formen gestaltet und durch Gesimse, Rahmenfelder mit Putzleisten, leicht zurückgesetzte übergiebelte Achsen mit Balkoneinbauten und Dachhäuschen gegliedert. | BDA-Hist.: Q38030912 Status: § 2a Stand der BDA-Liste: 2025-06-30 Name: Wohnhausanlage der Gemeinde Wien GstNr.: .849 Wohnhausanlage Chrobakgasse 3-5                                                                                                 |
| ja   | Datei hochladen | Klosterkirche der Kongregation der Schulschwestern von unserer lieben Frau HERIS-ID: 42787 Objekt-ID: 43380                | Clementinengasse 25 Standort KG: Fünfhaus                 | Die Kirche wurde 1885 nach Plänen des Malers Josef Kastner von Johann Friedl in späthistoristischen Mischformen der Neugotik und Neorenaissance errichtet; 1976–1978 wurden die beiden Fassadentürme abgetragen und die Kirche in ein neu errichtetes modernes Gebäude integriert. Zur Straße hin blieb das übergiebelte Rundbogenportal erhalten. | BDA-Hist.: Q105581545 Status: Bescheid Stand der BDA-Liste: 2025-06-30 Name: Klosterkirche der Kongregation der Schulschwestern von unserer lieben Frau GstNr.: .91/2                                                                                 |
| ja   | Datei hochladen | Westbahnhof HERIS-ID: 40588 Objekt-ID: 40557                                                                               | Europaplatz 2 Standort KG: Fünfhaus                       | Der Westbahnhof entstand 1949–1954 nach Plänen der Architekten Robert Hartinger jun., Sepp Wöhnhart und Franz Xaver Schlarbaum. | BDA-Hist.: Q106835935 Status: Bescheid Stand der BDA-Liste: 2025-06-30 Name: Westbahnhof GstNr.: 140/1, 140/22, 140/23, 140/24, 140/25 Station building of Wien Westbahnhof                                                                           |
| ja   | Datei hochladen | Schule HERIS-ID: 48527 Objekt-ID: 52051                                                                                    | Friedrichsplatz 4, 5 Standort KG: Fünfhaus                | Das Schulgebäude wurde von Gustav Matthies als vierflügelige Anlage geplant; es wurde jedoch nur der Vordertrakt 1885/86 errichtet. Die viergeschoßige additiv gegliederte Fassade ist mit Nutung, Pilastergliederung und einem seichten Mittelrisalit gestaltet. | BDA-Hist.: Q38030655 Status: § 2a Stand der BDA-Liste: 2025-06-30 Name: Schule GstNr.: .506 Volksschule Friedrichsplatz |
| ja   | Datei hochladen | Kommunaler Wohnbau, Paula-Mistinger-Mraz-Hof HERIS-ID: 48535 Objekt-ID: 52059 Wiener Wohnen: 185                           | Fünfhausgasse 10-12 Standort KG: Fünfhaus                 | Der kubische Block mit Eckbetonung und durch eine Parapetbänderung zusammengefassten drei unteren Geschoßen entstand 1928/29 nach Plänen von Oskar Unger. | BDA-Hist.: Q38030695 Status: § 2a Stand der BDA-Liste: 2025-06-30 Name: Wohnhausanlage der Gemeinde Wien, Paula Mistinger-Mraz-Hof GstNr.: .164 Paula-Mistinger-Mraz-Hof                                                                              |
| ja   | Datei hochladen | Amtshaus für den XV. Bezirk, ehem. Gemeindehaus Fünfhaus, heute Bezirksmuseum HERIS-ID: 48526 Objekt-ID: 52050             | Gasgasse 8-10 Standort KG: Fünfhaus                       | Das Amtshaus wurde 1882–1884 von Gustav Matthies und Alois Schumacher im Stil der Neorenaissance erbaut. Die vierflügelige Anlage umschließt zwei Höfe. Die Fassaden sind durch Risalite mit Riesenpilastern gegliedert, die Hauptgeschoße durch Klinker und Ädikulafenster hervorgehoben. In diesem Gebäude befindet sich auch das Bezirksmuseum. | BDA-Hist.: Q110098829 Status: § 2a Stand der BDA-Liste: 2025-06-30 Name: Amtshaus für den XV. Bezirk, ehem. Gemeindehaus Fünfhaus, heute Bezirksmuseum GstNr.: .3/1, .3/2, .3/3, .3/4, .3/5, .3/6 Amtshaus Rudolfsheim-Fünfhaus                       |
| ja   | Datei hochladen | Wohnhausanlage der Gemeinde Wien HERIS-ID: 48498 Objekt-ID: 52020 Wiener Wohnen: 1068                                      | Geyschlägergasse 2-12 Standort KG: Fünfhaus               | Der Straßenhof in Formen der Neuen Sachlichkeit mit Eckloggien und Balkons wurde 1928/29 durch Max Fellerer erbaut. | BDA-Hist.: Q38030532 Status: § 2a Stand der BDA-Liste: 2025-06-30 Name: Wohnhausanlage der Gemeinde Wien GstNr.: .988 Wohnhausanlage Geyschlägergasse 2-12                                                                                            |
| ja   | Datei hochladen | Wohnhausanlage der Gemeinde Wien HERIS-ID: 48494 Objekt-ID: 52015 Wiener Wohnen: 1066                                      | Giselhergasse 6–12 Standort KG: Fünfhaus                  | Die städtische Wohnhausanlage entstand 1926/27 nach Plänen von Gottlieb Michal, der sich bei der Gestaltung an dem ebenfalls von ihm entworfenen gegenüber liegenden Bau Alliogasse 27–33 orientierte. | BDA-Hist.: Q38030500 Status: § 2a Stand der BDA-Liste: 2025-06-30 Name: Wohnhausanlage der Gemeinde Wien GstNr.: .852 Giselhergasse 6-12 |
| ja   | Datei hochladen | Kommunaler Wohnbau, Grassinger-Hof HERIS-ID: 48491 Objekt-ID: 52012 Wiener Wohnen: 186                                     | Hagengasse 23 Standort KG: Fünfhaus                       | Die 1932/33 errichtete Wohnhausanlage wurde von den Architekten Josef Berger und Martin Ziegler geplant. Die um einen breiten Straßenhof angeordneten Bauteile haben glatte Fronten; die Ecktrakte sind durch Betonständerbalkons betont. Eine Gedenktafel erinnert an den Namensgeber Bezirksvorsteher Johann Grassinger. | BDA-Hist.: Q38030478 Status: § 2a Stand der BDA-Liste: 2025-06-30 Name: Wohnhausanlage der Gemeinde Wien, Grassinger-Hof GstNr.: .1020 Grassingerhof                                                                                                  |
| ja   | Datei hochladen | Mariensäule HERIS-ID: 62288 Objekt-ID: 74819 Wien Kulturgut: 45104                                                         | gegenüber Henriettenplatz 2 Standort KG: Fünfhaus         | Der neugotische Bündelpfeiler ist umgeben von Figuren der Heiligen Jakobus, Franziska, Antonius von Padua und Katharina und gekrönt durch die Statue der heiligen Maria auf der Mondsichel. Die Weihe erfolgte am 8. November 1863. | BDA-Hist.: Q38099466 Status: § 2a Stand der BDA-Liste: 2025-06-30 Name: Mariensäule GstNr.: 262 Mariensäule Henriettenplatz, Vienna |
| ja   | Datei hochladen | Bundesrealgymnasium HERIS-ID: 49386 Objekt-ID: 53060                                                                       | Henriettenplatz 6 Standort KG: Fünfhaus                   | Der strenghistoristische dreigeschoßige Baublock nimmt eine Seite des Henriettenplatzes ein. Die Fassade ist durch ein rustiziertes Erdgeschoß, Gesimse und leicht überhöhte Risaliten gegliedert; der Mittelrisalit mit ionischer und korinthischer Pilastergliederung umfasst das mittlere Ädikulaportal. Die Pläne für das 1876/77 errichtete Gebäude stammen von Victor Luntz. Heute wird das Gebäude neben der Tagesschule auch für das Abendgymnasium genutzt. | BDA-Hist.: Q38033712 Status: § 2a Stand der BDA-Liste: 2025-06-30 Name: Bundesrealgymnasium GstNr.: .447 BRGORG Wien 15 |
| ja   | Datei hochladen | Stadthallenbad HERIS-ID: 111213 Objekt-ID: 129002                                                                          | Hütteldorfer Straße 2H Standort KG: Fünfhaus              | Das schon im ursprünglichen Entwurf von Roland Rainer vorgesehene Bad wurde erst 1972–1974 in Form einer Erweiterung der Wiener Stadthalle an der Südwestecke des Vogelweidplatzes als Stahlbetonbau errichtet. Die verglaste Front ist gestaffelt ausgeführt. Die rot gestrichenen stählernen Dachträger der Schwimmhalle bilden einen markanten Kontrast zu den in Schalbeton ausgeführten Bauteilen. | BDA-Hist.: Q37822643 Status: Bescheid Stand der BDA-Liste: 2025-06-30 Name: Stadthallenbad GstNr.: 206/693 Stadthallenbad |
| ja   | Datei hochladen | Kommunaler Wohnbau HERIS-ID: 48518 Objekt-ID: 52042 Wiener Wohnen: 1063                                                    | Hütteldorfer Straße 3–5 Standort KG: Fünfhaus             | Karl Dirnhuber schuf 1925 den kubischen Baublock mit überhöhter Ecke in der Formensprache der Neuen Sachlichkeit. Anmerkung: Identadresse Löhrgasse 26-28 | BDA-Hist.: Q38030626 Status: § 2a Stand der BDA-Liste: 2025-06-30 Name: Kommunaler Wohnbau GstNr.: .848 Wohnhausanlage Hütteldorfer Straße 3-5 |
| ja   | Datei hochladen | Zweite gewerbliche Fortbildungsschule, Berufsschule HERIS-ID: 48512 Objekt-ID: 52035                                       | Hütteldorfer Straße 7-17 Standort KG: Fünfhaus            | Das 1925–1927 errichtete Schulgebäude wurde von Josef Hofbauer und Wilhelm Baumgarten entworfen. Die ausgedehnte Anlage gruppiert sich in Form zwei- bis sechsgeschoßiger Ständerbauten mit Lisenengliederung und kleinteilig versprossten Fenstern um mehrere Höfe. Der Eingangstrakt an der langen Hauptfront ist mit drei konvex vorspringenden Mittelachsen ausgeführt. 1925/30 wurde das Gebäude mit verschiedenen Majolikareliefs und Figuren ausgeschmückt. Die Brunnenfigur „Jüngling mit dem Hammer“ stammt von Otto Hofner. | BDA-Hist.: Q38030609 Status: § 2a Stand der BDA-Liste: 2025-06-30 Name: Zweite gewerbliche Fortbildungsschule, Berufsschule GstNr.: .989 Berufsschule Hütteldorfer Straße                                                                             |
| ja   | Datei hochladen | Kommunaler Wohnbau, Ebert-Hof HERIS-ID: 48509 Objekt-ID: 52031 Wiener Wohnen: 182                                          | Hütteldorfer Straße 16-22 Standort KG: Fünfhaus           | Die Wohnhausanlage nach Plänen der Architekten Karl Hauschka und Viktor Mittag entstand 1925/26 als Straßenhof mit unterschiedlicher Bauhöhe sowie vor- und zurückspringender Baufluchtlinie. Die Fassaden sind durch Arkaden (entlang der Hütteldorfer Straße als Lauben ausgeführt), runde und polygonale Erker, Balkons und eine bewegte Dachlinie gegliedert. Im Hof ist ein Steinbrunnen aus der Bauzeit mit einer Bronzefigur „Knabe mit Vögeln“ von Anton Endstorfer (datiert 1912) aufgestellt. An der Hoffassade ist ein bronzenes Reliefporträt des Namensgebers Friedrich Ebert angebracht. | BDA-Hist.: Q38030584 Status: § 2a Stand der BDA-Liste: 2025-06-30 Name: Wohnhausanlage der Gemeinde Wien, Ebert-Hof GstNr.: .853, 206/46, 206/682 Ebert-Hof                                                                                           |
| ja   | Datei hochladen | Heimat-Hof HERIS-ID: 62138 Objekt-ID: 74662                                                                                | Johnstraße 56, 58 Standort KG: Fünfhaus                   | Die Wohnhausanlage wurde um 1914 von Robert Kalesa mit Stilelementen des Heimatstils wie auch des Biedermeier erbaut. Die Fassade wird durch Pilaster und Dreiecksgiebel aufgelockert; die großen mehrteiligen Fenster entsprechen bereits modernen Anforderungen an einen Wohnbau. | BDA-Hist.: Q38098882 Status: § 2a Stand der BDA-Liste: 2025-06-30 Name: Kommunaler Wohnbau, Heimat-Hof GstNr.: .726 Heimat-Hof, Vienna |
| ja   | Datei hochladen | Wohnhausanlage der Gemeinde Wien HERIS-ID: 48505 Objekt-ID: 52027 Wiener Wohnen: 1071                                      | Loeschenkohlgasse 30-32 Standort KG: Fünfhaus             | Der von Oskar Strnad im Stil der Neuen Sachlichkeit als Straßenhof mit glatten Fronten, senkrecht betonten Stiegenhausachsen, Gitterbalkons und quadratischen Fensteröffnungen entworfene Bau wurde 1931/32 errichtet. | BDA-Hist.: Q38030547 Status: § 2a Stand der BDA-Liste: 2025-06-30 Name: Wohnhausanlage der Gemeinde Wien GstNr.: .986 Wohnhausanlage Loeschenkohlgasse 30-32                                                                                          |
| ja   | Datei hochladen | Miethaus HERIS-ID: 64737 Objekt-ID: 77481                                                                                  | Maria vom Siege 2 Standort KG: Fünfhaus                   | Das viergeschoßige streng historistische Zinshaus fügt sich in das geschlossene Ensemble, das in diesem Stil im dritten Viertel des 19. Jahrhunderts um die Kirche Maria vom Siege entstand. | BDA-Hist.: Q38108009 Status: § 2a Stand der BDA-Liste: 2025-06-30 Name: Miethaus GstNr.: .459 |
| ja   | Datei hochladen | Pfarrhof HERIS-ID: 48534 Objekt-ID: 52058                                                                                  | Maria vom Siege 3 Standort KG: Fünfhaus                   | Der dreigeschoßige streng historistische Pfarrhof mit seichtem Mittelrisalit, Ädikulaportal und seitlichen Doppelachsen entstand um 1870. | BDA-Hist.: Q38030681 Status: § 2a Stand der BDA-Liste: 2025-06-30 Name: Pfarrhof GstNr.: .184/27 |
| ja   | Datei hochladen | Ehem. Kath. Pfarrkirche Maria vom Siege HERIS-ID: 48532 Objekt-ID: 52056                                                   | Mariahilfer Gürtel Standort KG: Fünfhaus                  | Die Kirche in Form eines neugotischen Backsteinbaus mit Kuppel und schräg gestellten Fassadentürmen wurde 1868–1875 durch Friedrich von Schmidt errichtet. | BDA-Hist.: Q990425 Status: § 2a Stand der BDA-Liste: 2025-06-30 Name: Kath. Pfarrkirche Maria vom Siege GstNr.: .238/22 Maria vom Siege, Vienna |
| ja   | Datei hochladen | Miethaus HERIS-ID: 62312 Objekt-ID: 74843                                                                                  | Mariahilfer Straße 141 Standort KG: Fünfhaus              | Das dreigeschoßige spätbiedermeierliche Wohnhaus entstand um 1840. | BDA-Hist.: Q38099519 Status: § 2a Stand der BDA-Liste: 2025-06-30 Name: Miethaus GstNr.: .236 |
| ja   | Datei hochladen | Wohnhausanlage der Gemeinde Wien HERIS-ID: 48578 Objekt-ID: 52113 Wiener Wohnen: 1067                                      | Neusserplatz 1 Standort KG: Fünfhaus                      | 1926/27 entstand nach Plänen von Michael Rosenauer der U-förmige Baublock. Straßen- und Hoffronten sind zweizonig gegliedert; über einer geschlossenen rau verputzten Sockelzone sind Balkongruppen und Erker angeordnet. Die Seitenfronten sind asymmetrisch gestaltet. | BDA-Hist.: Q38030882 Status: § 2a Stand der BDA-Liste: 2025-06-30 Name: Wohnhausanlage der Gemeinde Wien GstNr.: .851 |
| ja   | Datei hochladen | Kath. Pfarrkirche Zum Abendmahl des Herrn HERIS-ID: 48575 Objekt-ID: 52110                                                 | Oeverseestraße 2c Standort KG: Fünfhaus                   | Die Pfarrkirche Zum Abendmahl des Herrn wurde 1978 nach Plänen des Architekten Josef Vytiska errichtet. | BDA-Hist.: Q2083309 Status: § 2a Stand der BDA-Liste: 2025-06-30 Name: Kath. Pfarrkirche Zum Abendmahl des Herrn GstNr.: 206/723 Zum Abendmahl des Herrn, Vienna                                                                                      |
| ja   | Datei hochladen | Wohnhausanlage der Gemeinde Wien HERIS-ID: 48579 Objekt-ID: 52114 Wiener Wohnen: 1065                                      | Oeverseestraße 25-29 Standort KG: Fünfhaus                | Der U-förmige Block wurde 1926/27 von Carl Witzmann erbaut. Straßen- und Hoffronten sind durch Gesimse und Balkonrisalite mit Attikageschoßen gegliedert. | BDA-Hist.: Q38030892 Status: § 2a Stand der BDA-Liste: 2025-06-30 Name: Wohnhausanlage der Gemeinde Wien GstNr.: .854 |
| ja   | Datei hochladen | Wohnhaus HERIS-ID: 62433 Objekt-ID: 74985                                                                                  | Pater-Schwartz-Gasse 4 Standort KG: Fünfhaus              | Das Gebäude, ehemals Teil des Altersheimes und Knabeninternats St. Josef Vincentinum, ist Teil eines geschlossenen Ensembles von früh- und strenghistoristischer Verbauung. | BDA-Hist.: Q38099707 Status: § 2a Stand der BDA-Liste: 2025-06-30 Name: Wohnhaus GstNr.: .184/16 |
| ja   | Datei hochladen | Kindergarten HERIS-ID: 62434 Objekt-ID: 74986                                                                              | Pater-Schwartz-Gasse 6 Standort KG: Fünfhaus              | Wie die Nachbargebäude ist das Haus Teil eines früh- bis strenghistoristischen Ensembles. | BDA-Hist.: Q38099716 Status: § 2a Stand der BDA-Liste: 2025-06-30 Name: Kindergarten GstNr.: .184/15 |
| ja   | Datei hochladen | Kollegium der Kalasantiner HERIS-ID: 61975 Objekt-ID: 74471                                                                | Pater-Schwartz-Gasse 8 Standort KG: Fünfhaus              | Das Kollegium der Kalasantiner entstand aus mehreren um 1870 entstandenen drei- bis viergeschoßigen Zinshäusern. Das Haus Nr. 8 hat noch den ursprünglichen historistischen Fassadendekor mit einer Figur des heiligen Florian aus dem dritten Viertel des 19. Jahrhunderts in einer Nische. | BDA-Hist.: Q38098185 Status: § 2a Stand der BDA-Liste: 2025-06-30 Name: Kollegium der Kalasantiner GstNr.: .456 Pater-Schwartz-Gasse 8, Vienna |
| ja   | Datei hochladen | Kalasantinerkirche hl. Maria, Hilfe der Christen HERIS-ID: 48531 Objekt-ID: 52055                                          | Pater-Schwartz-Gasse 10 Standort KG: Fünfhaus             | Die 1889 entstandene Saalkirche hat eine in Formen der Neorenaissance reich gegliederte Fassade in der Bauflucht. Die beiden unteren Geschoße haben drei Rundbogenportale und korinthische Pilastergliederung im Hauptgeschoß. 1908 wurde die Fassade um ein Geschoß und die beiden Türme aufgestockt. Der Kirchenraum ist als fünfeinhalb-jochiger Saalraum mit abgeschrägten Ecken zum eingezogenen nördlichen Chor, rundbogigem Triumphbogen sowie im Süden einer auf zwei Säulen gestellte, seitlich vorgezogene Orgelempore mit Balustradenbrüstung gestaltet. | BDA-Hist.: Q38030667 Status: § 2a Stand der BDA-Liste: 2025-06-30 Name: Kalasantinerkirche hl. Maria, Hilfe der Christen GstNr.: .455 Kalasantinerkirche                                                                                              |
| ja   | Datei hochladen | Wohnhausanlage der Gemeinde Wien, Heim-Hof HERIS-ID: 48580 Objekt-ID: 52115 Wiener Wohnen: 181                             | Pilgerimgasse 22–24 Standort KG: Fünfhaus                 | Das einzige Einküchenhaus in Wien, initiiert von Auguste Fickert, wurde 1921/22 nach Plänen der Architekten Otto Polak-Hellwig sowie Carl Witzmann erbaut und 1926 erweitert. Zu dem zuerst errichteten elfachsigen Trakt entlang der Pilgerimgasse im Plattenstil kamen im Zuge der Erweiterung Seitentrakte mit turmartigen Ecktrakten über H-förmigem Grundriss sowie ein eingeschoßiger Kindergartenbau, der den Hof nach Norden abschließt. Anmerkung: Identadressen Johnstraße 52, Wurmsergasse 45 | BDA-Hist.: Q38030902 Status: § 2a Stand der BDA-Liste: 2025-06-30 Name: Wohnhausanlage der Gemeinde Wien, Heim-Hof GstNr.: 206/124, .723, .724, .855, .856 Heimhof, Vienna                                                                            |
| ja   | Datei hochladen | Kommunaler Wohnbau, Siedlungsanlage Schmelz HERIS-ID: 48573 Objekt-ID: 52106 Wiener Wohnen: 1062                           | Possingergasse 1-23 Standort KG: Fünfhaus                 | Die Anlage, als einer der ersten Wiener Gemeindebauten nach Plänen des Architekten Hugo Mayer 1919/20 errichtet, besteht überwiegend aus geschlossener Randverbauung zweigeschoßiger Reihenhauszeilen mit Spitz- und Krüppelwalmgiebeln, Ecktürmchen sowie putzfaschenumrahmten Fenstern. Die zugehörigen Gärten bilden ausgedehnte Grünflächen. Im Zentrum liegt der von Bäumen bestandene Mareschplatz mit einem Brunnen. Anmerkung: Zahlreiche Identadressen um Mareschgasse, Mareschplatz, Minciostraße und Wickhoffgasse | BDA-Hist.: Q1751400 Status: § 2a Stand der BDA-Liste: 2025-06-30 Name: Kommunaler Wohnbau, Siedlungsanlage Schmelz GstNr.: 206/687, 206/689, 206/741, 206/742 Wohn- und Siedlungsanlage Schmelz                                                       |
| ja   | Datei hochladen | Ehem. Pfarrhof HERIS-ID: 48510 Objekt-ID: 52033                                                                            | Pouthongasse 16 Standort KG: Fünfhaus                     | Der Pfarrhof zur Kirche St. Antonius von Padua in Sichtziegelbauweise entstand bereits um 1870 und wurde 1893 nach Plänen von Ludwig Zatzka adaptiert. | BDA-Hist.: Q38030594 Status: § 2a Stand der BDA-Liste: 2025-06-30 Name: Ehem. Pfarrhof GstNr.: .398 Pfarrhof St. Antonius von Padua (Wien) |
| ja   | Datei hochladen | Rumänisch-orthodoxe Kirche, ehem. Kath. Pfarrkirche hl. Antonius von Padua HERIS-ID: 48511 Objekt-ID: 52034                | Pouthongasse 16A Standort KG: Fünfhaus                    | Die Kirche in romanisierenden Formen nach Plänen von Ludwig Zatzka wurde 1893 geweiht. 1903/04 folgte eine Erweiterung um das Querhaus und den Chor sowie die Fassadentürme durch Anton Korneisl. Die Westfassade des in die Häuserflucht integrierten langgestreckten Baukörpers ist mit Sichtziegelverkleidung und Putzgliederung ausgeführt; drei Rundbogenportale führen ins Innere, das mittlere übergiebelt. Oberhalb des mittleren Portals befindet sich eine große Fensterrose in quadratischem Rahmen. Seitlich erheben sich zwei dreigeschoßige Türme mit Pyramidenhelmen. Der Innenraum ist einheitlich in romanisierenden Formen gestaltet. | BDA-Hist.: Q1510382 Status: § 2a Stand der BDA-Liste: 2025-06-30 Name: Rumänisch-Orthodoxe Kirche, Ehem. Kath. Pfarrkirche hl. Antonius von Padua GstNr.: .545 Pfarrkirche St. Antonius von Padua (Wien)                                              |
| ja   | Datei hochladen | Mosaik „Badende Jünglinge“ und Sgraffitowandbild „Aufbau“ HERIS-ID: 48507 Objekt-ID: 52029                                 | Preysinggasse 42 Standort KG: Fünfhaus                    | Das Sgraffito „Aufbau“ an dem 1953/54 errichteten Bau stammt von Theo Braun, das Glasmosaik „Badende Jünglinge“ von Anton Lehmden. | BDA-Hist.: Q38030558 Status: § 2a Stand der BDA-Liste: 2025-06-30 Name: Mosaik „Badende Jünglinge“ und Sgraffitowandbild „Aufbau“ GstNr.: .1081, .1083                                                                                                |
| ja   | Datei hochladen | Kommunaler Wohnbau, Johann-Witzmann-Hof HERIS-ID: 48496 Objekt-ID: 52018 Wiener Wohnen: 183                                | Reuenthalgasse 2-4 Standort KG: Fünfhaus                  | Die von Rudolf Krauß geplante, 1926/27 um zwei Straßenhöfe errichtete Wohnhausanlage ist durch Risalite, Erker und Balkons reich gegliedert. | BDA-Hist.: Q38030509 Status: § 2a Stand der BDA-Liste: 2025-06-30 Name: Wohnhausanlage der Gemeinde Wien, Johann Witzmann-Hof GstNr.: .1044 Johann-Witzmann-Hof                                                                                       |
| ja   | Datei hochladen | Ehem. Dorotheum Fünfhaus HERIS-ID: 62211 Objekt-ID: 74737                                                                  | Schanzstraße 14 Standort KG: Fünfhaus                     | Der in der zweiten Hälfte der 1920er-Jahre errichtete monumentale fünfgeschoßige Sichtbeton-Ständerbau mit vertikalen, durch Gesimse gegliederten Fensterelementen wurde von Michael Rosenauer entworfen. | BDA-Hist.: Q38099132 Status: Bescheid Stand der BDA-Liste: 2025-06-30 Name: Ehem. Dorotheum Fünfhaus GstNr.: .850 Dorotheum Fünfhaus |
| ja   | Datei hochladen | Evang. Pfarrkirche H.B., Zwingli-Kirche HERIS-ID: 48508 Objekt-ID: 52030                                                   | Schweglerstraße 39 Standort KG: Fünfhaus                  | Die Kirche entstand 1936/37 nach Plänen der Architekten Siegfried Theiss und Hans Jaksch. | BDA-Hist.: Q244842 Status: § 2a Stand der BDA-Liste: 2025-06-30 Name: Evang. Pfarrkirche H.B., Zwingli-Kirche GstNr.: .984 Zwinglikirche (Wien) |
| ja   | Datei hochladen | Kommunaler Wohnbau, Käthe-Königstetter-Hof HERIS-ID: 48581 Objekt-ID: 52116 Wiener Wohnen: 187                             | Tautenhayngasse 2-8 Standort KG: Fünfhaus                 | Die städtische Wohnhausanlage wurde 1932/33 nach Plänen von Friedrich Pindt erbaut. | BDA-Hist.: Q38030908 Status: § 2a Stand der BDA-Liste: 2025-06-30 Name: Wohnhausanlage der Gemeinde Wien, Käthe Königstetter-Hof GstNr.: .990 Käthe-Königstetter-Hof                                                                                  |
| ja   | Datei hochladen | Ehemaliges Familienasyl hl. Engelbert HERIS-ID: 48577 Objekt-ID: 52112 Wiener Wohnen: 1076                                 | Tautenhayngasse 28 Standort KG: Fünfhaus                  | Das 1936 eröffnete Familienasyl Hl. Engelbert war eines von mehreren Familienasylen, die in der Zeit des Ständestaates zur Unterbringung verarmter, von Obdachlosigkeit bedrohter Arbeiterfamilien in sehr einfacher Ausstattung errichtet wurden. Franz Wiesmann entwarf einen kubischen, dekorlosen Baublock, der um einen Innenhof angeordnet ist. Der turmartige Eckrisalit an der Ecke Minciostraße/Oeverseestraße trägt eine Sandsteinfigur Bischof mit Kind (hl. Engelbert?) des Bildhauers Anton Endstorfer. | BDA-Hist.: Q38030869 Status: § 2a Stand der BDA-Liste: 2025-06-30 Name: Ehem. Familienasyl hl.Engelbert GstNr.: .991 Former St. Engelbert family asylum, Vienna                                                                                       |
| ja   | Datei hochladen | Pfarrhof HERIS-ID: 61967 Objekt-ID: 74462                                                                                  | Vogelweidplatz 7-8 Standort KG: Fünfhaus                  | Wie die Christ-Königskirche von Clemens Holzmeister geplant, entstand der zweigeschoßige kubische Bau 1933/34. | BDA-Hist.: Q38098111 Status: § 2a Stand der BDA-Liste: 2025-06-30 Name: Pfarrhof GstNr.: .977 |
| ja   | Datei hochladen | Wiener Stadthalle mit Nebengebäuden HERIS-ID: 48500 Objekt-ID: 52022seit 2020                                              | Vogelweidplatz 14 Standort KG: Fünfhaus                   | Der Komplex der Stadthalle wurde 1957/58 von Roland Rainer erbaut. Neben der Mehrzweckhalle (der größten Veranstaltungshalle Österreichs) gibt es noch andere Sporthallen sowie Werkstätten- und Verwaltungsgebäude. | BDA-Hist.: Q698140 Status: Bescheid Stand der BDA-Liste: 2025-06-30 Name: Wiener Stadthalle mit Nebengebäuden GstNr.: 206/707, .1095, .1096, 206/705, 206/753 Wiener Stadthalle                                                                       |
| ja   | Datei hochladen | Kommunaler Wohnbau, Kriegswohnhäuser Schmelz HERIS-ID: 48572 Objekt-ID: 52105 Wiener Wohnen: 1062                          | Wickhoffgasse 14-26, gerade Nummern Standort KG: Fünfhaus | Nördlich der Siedlungsanlage Schmelz entstand 1923/24 ein Erweiterungsbau in Form eines Ehrenhofes, auch dieser geplant von Hugo Mayer. Die Fassaden sind reich gegliedert durch Risalite, Erker, Balkoneinbauten sowie durch Giebel und Dachhäuschen aufgelockerte Dachlinie. | BDA-Hist.: Q38030836 Status: § 2a Stand der BDA-Liste: 2025-06-30 Name: Kommunaler Wohnbau, Kriegswohnhäuser Schmelz GstNr.: 206/743 Wohnhausanlage Wickhoffgasse 14-26                                                                               |
| ja   | Datei hochladen | Relief „Salz und Brot“ HERIS-ID: 62900 Objekt-ID: 75494                                                                    | Witzelsbergergasse 16-18 Standort KG: Fünfhaus            | Das Relief über dem Eingangstor des in den 1950er Jahren geschaffenen Gemeindebaus schuf Andreas Urteil. | BDA-Hist.: Q38101554 Status: § 2a Stand der BDA-Liste: 2025-06-30 Name: Relief „Salz und Brot“ GstNr.: .1069, .1070 |
| ja   | Datei hochladen | Miethaus HERIS-ID: 62144 Objekt-ID: 74668                                                                                  | Wurmsergasse 49-51 Standort KG: Fünfhaus                  | Der Bau wurde 1914 nach Plänen von F. Malecki errichtet. Markant ist das reich gegliederte Mansarddach mit Giebelgeschoßen. | BDA-Hist.: Q38098892 Status: § 2a Stand der BDA-Liste: 2025-06-30 Name: Miethaus GstNr.: .727 Wurmsergasse 49-51 |
| ja   | Datei hochladen | Wohnhausanlage der Gemeinde Wien, Vogelweidhof, sogenannter Märchenhof HERIS-ID: 48501 Objekt-ID: 52023 Wiener Wohnen: 184 | Wurzbachgasse 2-8 Standort KG: Fünfhaus                   | Die repräsentative Wohnhausanlage entstand nach Plänen Leopold Bauers 1926/27. Um einen rechteckigen Hof sind Straßenhofanlagen gruppiert; der Hauptblock ist mit einem vorkragenden ornamentierten Kranzgesims ausgeführt. Den Höfen sind Rundbogenarkaden, Laubengänge und eine Eingangshalle vorgelagert. Deckenmalereien in den Lauben von Franz Wacik zeigen Szenen aus Märchen und Wiener Sagen; in der Eingangshalle thematisieren Wandbilder von Rudolf Jettmar die sozialen Leistungen des Roten Wien. | BDA-Hist.: Q38030540 Status: § 2a Stand der BDA-Liste: 2025-06-30 Name: Wohnhausanlage der Gemeinde Wien, Vogelweidhof, sog. Märchenhof GstNr.: .1018 Vogelweidhof                                                                                    |
| ja   | Datei hochladen | Ehem. Stadtbahn – Teilbereich der heutigen U6 HERIS-ID: 111236 Objekt-ID: 129027                                           | Standort KG: Fünfhaus                                     | Verschiedene Teilflächen im westlichen Randbereich der Gürtellinie der Wiener Stadtbahn am Neubaugürtel und Mariahilfer Gürtel. Anmerkung: Das Bild zeigt die westliche Stützmauer und Einfriedungsmauer im Bereich der U-Bahn-Station Burggasse-Stadthalle, die schon im 15. Bezirk liegen. (Objektbeschreibung bei KG Sechshaus) | BDA-Hist.: Q37822781 Status: Bescheid Stand der BDA-Liste: 2025-06-30 Name: Ehem. Stadtbahn – Teilbereich der heutigen U6 GstNr.: 1670, 1671, 368/1, 405, 257/14, 406, 407, 2058, 2059, 2061, 2062, 2060, 334/3 Vienna Stadtbahn architecture         |
| ja   | Datei hochladen | Sonderkindergarten Schweizer-Spende HERIS-ID: 62272 Objekt-ID: 74803                                                       | Auer-Welsbach-Park Standort KG: Rudolfsheim               | Der von der Schweizer Spende finanzierte Kindergarten entstand 1948/49 nach Plänen des Architekten Franz Schuster Es handelt sich um eine in einem flachen Bogen angeordnete langgestreckte Folge von eingeschoßigen Pavillons mit südseitig gegen den Garten geöffneten, teilweise überdachten Terrassen. Den Abschluss gegen Westen bildet ein quer gelagerter zweigeschoßiger Verwaltungstrakt. Eine Erweiterung entstand durch Dimitris Manikas. | BDA-Hist.: Q38099433 Status: § 2a Stand der BDA-Liste: 2025-06-30 Name: Sonderkindergarten Schweizer-Spende GstNr.: 1535 Kindergarten Schweizer Spende                                                                                                |
| ja   | Datei hochladen | Miethaus HERIS-ID: 41197 Objekt-ID: 41666                                                                                  | Braunhirschengasse 30 Standort KG: Rudolfsheim            | Das Gebäude, eines der letzten ursprünglichen Handwerkerhäuser des Gebiets, entstand im ersten Viertel des 19. Jahrhunderts; der historistische Fassadendekor datiert um 1880. Der zweigeschoßige Fassadentrakt und zwei Hoftrakte umschließen einen Pawlatschenhof. | BDA-Hist.: Q37998557 Status: Bescheid Stand der BDA-Liste: 2025-06-30 Name: Miethaus GstNr.: .133 Braunhirschengasse 30, Vienna |
| ja   | Datei hochladen | Fabriksgebäude, ehem. Metallwarenfabrik Grünwald, heute Prodomo Möbel Großhandel HERIS-ID: 62196 Objekt-ID: 74722          | Flachgasse 35-37 Standort KG: Rudolfsheim                 | Das Fabriksgebäude entstand 1907 und wurde 1981 für den Designmöbel-Großhandel „prodomo“ umgestaltet. | BDA-Hist.: Q38099121 Status: Bescheid Stand der BDA-Liste: 2025-06-30 Name: Fabriksgebäude, ehem. Metallwarenfabrik Grünwald, heute Prodomo Möbel Großhandel GstNr.: .1067, .1070                                                                     |
| ja   | Datei hochladen | Spital/Ambulatorium, Pavillon 4 HERIS-ID: 49367 Objekt-ID: 53039                                                           | Holochergasse 4 Standort KG: Rudolfsheim                  | Pavillon 4 des Kaiserin-Elisabeth-Spitals entstand 1894–1900 im Zuge einer Erweiterung des Krankenhauses südlich der Goldschlagstraße. Wie das gegenüber liegende Gebäude der Gesundheits- und Krankenpflegeschule flankiert er den Pavillon der Bettina-Stiftung. | BDA-Hist.: Q64692008 Status: § 2a Stand der BDA-Liste: 2025-06-30 Name: Spital/Ambulatorium, Pavillon 4 GstNr.: 1304/1 |
| ja   | Datei hochladen | Spital/Ambulatorium, Bettina-Stiftungspavillon HERIS-ID: 62021 Objekt-ID: 74526                                            | Huglgasse 1A Standort KG: Rudolfsheim                     | Der zweigeschoßige, am weit hervortretenden Mittelrisalit übergiebelte Pavillon entstand 1897 nach Plänen von Eugen Sehnal und Franz Berger als Erweiterung des Kaiserin-Elisabeth-Spitals durch eine Stiftung von Albert Salomon Anselm von Rothschild. | BDA-Hist.: Q64692009 Status: § 2a Stand der BDA-Liste: 2025-06-30 Name: Spital/Ambulatorium, Bettina-Stiftungspavillon GstNr.: 1304/1 Bettina-Stiftungspavillon                                                                                       |
| ja   | Datei hochladen | Schule für allgemeine Gesundheits- und Krankenpflege HERIS-ID: 63329 Objekt-ID: 75962                                      | Huglgasse 3 Standort KG: Rudolfsheim                      | Das Gebäude ist das spiegelbildliche Gegenstück zum gegenüber liegenden Pavillon 4 und entstand 1894–1900. | BDA-Hist.: Q64692010 Status: § 2a Stand der BDA-Liste: 2025-06-30 Name: Schule für allgemeine Gesundheits- und Krankenpflege GstNr.: 1304/1 |
| ja   | Datei hochladen | Wohnhausanlage der Gemeinde Wien, Wohnen Morgen HERIS-ID: 48554 Objekt-ID: 52082 Wiener Wohnen: 1125                       | Jheringgasse 16 Standort KG: Rudolfsheim                  | Das Siegerprojekt des Wettbewerbs „Wohnen Morgen“ von Architekt Wilhelm Holzbauer wurde 1974 erbaut. Auf dem Areal der ehemaligen Zentralwerkstätte der Wiener Verkehrsbetriebe erheben sich innerhalb des Straßenrasters vier parallele sechs- bis siebengeschoßige Häuserzeilen, deren Obergeschoße gegen die Straßen vorkragen. Dazwischen sind Grünstreifen sowie in der Mittelachse eine Wohnstraße mit Geschäften und Gemeinschaftsanlagen angelegt. | BDA-Hist.: Q38030771 Status: § 2a Stand der BDA-Liste: 2025-06-30 Name: Wohnhausanlage der Gemeinde Wien, Wohnen Morgen GstNr.: .1379 Wohnhausanlage Weiglgasse 6-10                                                                                  |
| ja   | Datei hochladen | Kath. Pfarrkirche Maria – Königin der Märtyrer HERIS-ID: 48560 Objekt-ID: 52090                                            | Kardinal-Rauscher-Platz Standort KG: Rudolfsheim          | Die Rudolfsheimer Pfarrkirche entstand 1893–1898 nach Plänen von Karl Schaden. | BDA-Hist.: Q2174336 Status: § 2a Stand der BDA-Liste: 2025-06-30 Name: Kath. Pfarrkirche Maria – Königin der Märtyrer GstNr.: .911/1 Rudolfsheimer Pfarrkirche                                                                                        |
| ja   | Datei hochladen | Kaiserin-Elisabeth-Büste HERIS-ID: 63330 Objekt-ID: 75963                                                                  | Kardinal-Rauscher-Platz 2 Standort KG: Rudolfsheim        | Durch eine Allerhöchste Entschließung wurde am 23. Jänner 1892 das Spital von Kaiser-Franz-Joseph-Krankenhaus in Rudolfsheim in k.k. Kaiserin-Elisabeth-Spital umbenannt. Die im ersten Hof aufgestellte Büste von Kaiser Franz Joseph I. wurde entfernt und durch eine Büste von Kaiserin Elisabeth (geschaffen von Viktor Tilgner) ersetzt. | BDA-Hist.: Q64692011 Status: § 2a Stand der BDA-Liste: 2025-06-30 Name: Kaiserin-Elisabeth-Büste GstNr.: .749 Kaiserin-Elisabeth-Büste by Viktor Tilgner                                                                                              |
| ja   | Datei hochladen | Figurenbildstock hl. Johannes Nepomuk HERIS-ID: 62307 Objekt-ID: 74838 Wien Kulturgut: 45105                               | bei Linzer Straße 1 Standort KG: Rudolfsheim              | Die Steinfigur entstand 1770/80. | BDA-Hist.: Q38099499 Status: § 2a Stand der BDA-Liste: 2025-06-30 Name: Figurenbildstock hl. Johannes Nepomuk GstNr.: 1530/1 Johannes Nepomuk statue, Parkanlage Winckelmannstraße, Vienna                                                            |
| ja   | Datei hochladen | Pfarrhof der Kath. Pfarrkirche Maria – Königin der Märtyrer HERIS-ID: 48561 Objekt-ID: 52091                               | Meiselstraße 1 Standort KG: Rudolfsheim                   | Der asymmetrische dreigeschoßige neogotische Rohziegelbau auf Steinsockel ist mit Risaliten, Erkern, einem Treppengiebel und einem vieleckigen Dachaufsatz ausgeführt. Die Westfront ist in Form einer Trecento-Palastfassade gestaltet. | BDA-Hist.: Q38030818 Status: § 2a Stand der BDA-Liste: 2025-06-30 Name: Pfarrhof GstNr.: .911/2 |
| ja   | Datei hochladen | Wasserbehälter Schmelz HERIS-ID: 41737 Objekt-ID: 42299                                                                    | Meiselstraße 20 Standort KG: Rudolfsheim                  | Der Wasserbehälter wurde 1873 errichtet und 1877–1879 erweitert. Nach seiner Stilllegung wurde er 1992–1995 zum Bezirkszentrum Meiselmarkt umgestaltet. Das nördliche Drittel der ursprünglich 15-schiffigen und 15-jochigen kreuzgratgewölbten Pfeilerhalle wurde im Zuge des Umbaus abgetragen, erhalten ist insbesondere die Alte Schieberkammer. | BDA-Hist.: Q125256922 Status: Bescheid Stand der BDA-Liste: 2025-06-30 Name: Wasserbehälter Schmelz GstNr.: 347/1, .497/1 Wasserbehälter Schmelz |
| ja   | Datei hochladen | Kath. Pfarrkirche Allerheiligste Dreifaltigkeit HERIS-ID: 48556 Objekt-ID: 52085                                           | Reindorfgasse 21 Standort KG: Rudolfsheim                 | Nach Gründung der Pfarre Reindorf wurde die Kirche 1787–1789 von Michael Adelpoldinger errichtet. 1861 wurde an der Nordseite ein zweigeschoßiger Anbau mit einem Seitenschiff und der Sakristei angefügt. Das Langhaus zeigt nach Osten eine schlichte Fassade mit Putzfeld- und Plattengliederung. Über der leicht vorspringenden Mittelachse erhebt sich der Turmaufsatz mit rundbogigen Schallfenstern, Uhrengiebeln und einer sogenannten Welschen Haube. Im Inneren befindet sich ein breit proportionierter, schlicht gegliederter Saalraum mit ausgerundeten Ecken. Das später nördlich angegliederte Seitenschiff ist in angeglichenen Formen ausgeführt. Der klassizistische Hochaltar enthält ein Altarbild Heilige Dreifaltigkeit von Franz Anton Maulbertsch. | BDA-Hist.: Q19298487 Status: § 2a Stand der BDA-Liste: 2025-06-30 Name: Kath. Pfarrkirche Allerheiligste Dreifaltigkeit GstNr.: 9/1 Pfarrkirche zur Allerheiligsten Dreifaltigkeit (Reindorfgasse)                                                    |
| ja   | Datei hochladen | Pfarrhof HERIS-ID: 61993 Objekt-ID: 74490                                                                                  | Reindorfgasse 21 Standort KG: Rudolfsheim                 | Der schlichte josefinische Bau entstand 1787–1789 und wurde 1861 aufgestockt und vergrößert. | BDA-Hist.: Q38098358 Status: § 2a Stand der BDA-Liste: 2025-06-30 Name: Pfarrhof GstNr.: 9/1, 9/2 |
| ja   | Datei hochladen | Pest-/Dreifaltigkeitssäule HERIS-ID: 61994 Objekt-ID: 74491 Wien Kulturgut: 45107                                          | bei Reindorfgasse 21 Standort KG: Rudolfsheim             | Die Säule, ein Abguss eines barocken Originals durch Hermann Bauch, wurde 1989 errichtet. | BDA-Hist.: Q38098368 Status: § 2a Stand der BDA-Liste: 2025-06-30 Name: Pest-/Dreifaltigkeitssäule GstNr.: 9/1 Reindorfer Dreifaltigkeitssäule |
| ja   | Datei hochladen | Brunnen HERIS-ID: 62333 Objekt-ID: 74865                                                                                   | Schwendergasse 41 Standort KG: Rudolfsheim                | Der Brunnen wurde 1976 von Heinz Leinfellner und Fritz Tiefenthaler geschaffen und ist dem Haus der Begegnung vorgelagert. | BDA-Hist.: Q38099544 Status: § 2a Stand der BDA-Liste: 2025-06-30 Name: Brunnen GstNr.: .204 |
| ja   | Datei hochladen | Straßenbahnremise Rudolfsheim (Halle I+II) HERIS-ID: 5980 Objekt-ID: 1855                                                  | Schwendergasse 51–55 Standort KG: Rudolfsheim             | Die beiden Hallen mit basilikalem Querschnitt haben Fundamente aus Stahlbeton, großteils Sichtziegelfassaden und offene Dachkonstruktionen aus Fachwerkbindern mit Hängesprengwerk im Mittelschiff, Eisenstützen und Zugbändern. Die westliche Halle entstand 1901/02 (teilweise auf älteren Umfassungsmauern einer Pferdebahnremise), die östliche 1902/03. | BDA-Hist.: Q37867897 Status: Bescheid Stand der BDA-Liste: 2025-06-30 Name: Straßenbahnremise Rudolfsheim (Halle I+II) GstNr.: .1366 Betriebsbahnhof Rudolfsheim                                                                                      |
| ja   | Datei hochladen | Methodistenkirche HERIS-ID: 48558 Objekt-ID: 52087                                                                         | Sechshauser Straße 56 Standort KG: Rudolfsheim            | Das späthistoristische Zinshaus mit Riesenlisenen und Maskendekor wurde 1910 von Anton Korneisl errichtet. 1920 erwarb es die Methodistengemeinde und gestaltete den ehemaligen Jubiläumssaal zu einer Kirche in Form eines schlichten rechteckigen Saales mit einer im Süden eingezogenen Zwischendecke und eingezogenem Chor um. | BDA-Hist.: Q38030790 Status: § 2a Stand der BDA-Liste: 2025-06-30 Name: Methodistenkirche GstNr.: .306/1 Methodist church, Vienna |
| ja   | Datei hochladen | Ehem. Fabriksgebäude, Gasmesserfabrik, heute Büro HERIS-ID: 62221 Objekt-ID: 74747seit 2017                                | Selzergasse 4, 6 Standort KG: Rudolfsheim                 | Die Fabrik wurde ab 1889 erbaut, der sechsgeschoßige Erweiterungsbau stammt aus dem Jahr 1905 von Edmund Schwarzer. Zur Straße hin hat sie eine Sichtziegelfassade mit Betonbändern und kleinteiligen Eisensprossenfenstern zwischen Lisenen. Unter dem mittleren Attikaaufsatz und unter dem Dach befinden sich Zierziegelfriese. | BDA-Hist.: Q38099142 Status: Bescheid Stand der BDA-Liste: 2025-06-30 Name: Ehem. Fabriksgebäude, Gasmesserfabrik, heute Büro GstNr.: .731, .834 |
| ja   | Datei hochladen | Portal mit Reliefs „Kinder und Delphine“ HERIS-ID: 62899 Objekt-ID: 75493                                                  | Sturzgasse 29 Standort KG: Rudolfsheim                    | Die Reliefs stammen von Christa Vogelmayer. | BDA-Hist.: Q38101550 Status: § 2a Stand der BDA-Liste: 2025-06-30 Name: Portal mit Reliefs „Kinder und Delphine“ GstNr.: .1147 Portal mit Reliefs Kinder und Delphine                                                                                 |
| ja   | Datei hochladen | Wientalverbauung HERIS-ID: 111790 Objekt-ID: 129800seit 2016                                                               | Standort KG: Rudolfsheim, Schönbrunn                      | Die Regulierung des Wienflusses erfolgte in den Jahren 1894–1904, wo der größte Teil des Flusses in ein Betonbett gelegt wurde. Projektleiter waren Rudolf Krieghammer und Ludwig Leupschitz sowie Friedrich Ohmann und Josef Hackhofer (baukünstlerische Leitung). Otto Wagners Idee, den Fluss einzuwölben, um eine Prachtstraße zu errichten, wurde nur in einem Teilstück entsprochen. | BDA-Hist.: Q37826746 Status: Bescheid Stand der BDA-Liste: 2025-06-30 Name: Wientalverbauung GstNr.: 1511/4, 1568/4, 1511/5, 1511/6, 168, 169 |
| ja   | Datei hochladen | Wohnhausanlage der Gemeinde Wien, Skaret-Hof HERIS-ID: 48545 Objekt-ID: 52070 Wiener Wohnen: 188                           | Diefenbachgasse 49-51 Standort KG: Sechshaus              | Die 1930/31 errichtete Wohnhausanlage schuf Leo Kammel. Über bossiertem Quadermauerwerk erhebt sich eine schmucklose Fassade. An den Namensgeber, den Politiker Ferdinand Skaret, erinnert eine Gedenktafel. | BDA-Hist.: Q38030740 Status: § 2a Stand der BDA-Liste: 2025-06-30 Name: Wohnhausanlage der Gemeinde Wien, Skaret-Hof GstNr.: .253 Skarethof |
| ja   | Datei hochladen | Kommunaler Wohnbau HERIS-ID: 48548 Objekt-ID: 52074 Wiener Wohnen: 1074                                                    | Graumanngasse 33 Standort KG: Sechshaus                   | Die Pläne zu dem 1927/28 errichteten Wohnhaus stammen von Alexander Graf und Hans Seitl jun. Der an der Straßenecke gelegene Block ist durch Erker mit mittleren Rundbogenloggien und Balkons gegliedert. | BDA-Hist.: Q38030751 Status: § 2a Stand der BDA-Liste: 2025-06-30 Name: Kommunaler Wohnbau GstNr.: .251 Wohnhausanlage Graumanngasse 31-33 |
| ja   | Datei hochladen | Eisenbahnbrücke, Otto-Wagner-Brücke über die Wienzeile samt Anschlussbauwerken HERIS-ID: 23495 Objekt-ID: 19849            | Linke Wienzeile Standort KG: Sechshaus                    | Die Brücke über die Wienzeile ist eine aus drei Teilbrücken bestehende Strecke der Gürtellinie der Wiener Stadtbahn und wurde 1895–1898 erbaut. Sie beschreibt einen 250 Meter langen Bogen von Norden nach Westen. Der südliche Brückenteil mit seinen die Brücke 13,7 Metern überragenden Pylonen ist der künstlerisch aufwändigste Teil. Sie wurde nach jahrelanger Diskussion um einen etwaigen Abbruch 1984 unter Schutz gestellt und in den anschließenden Jahren für die U-Bahn adaptiert. | BDA-Hist.: Q106690630 Status: Bescheid Stand der BDA-Liste: 2025-06-30 Name: Eisenbahnbrücke, Otto-Wagner-Brücke über die Wienzeile samt Anschlussbauwerken GstNr.: 122/1, 122/2, 128/14, 122/4, 122/5, 122/6, 122/7 Brücke über die Zeile            |
| ja   | Datei hochladen | Wohnhausanlage der Gemeinde Wien inkl. Ausstattung Wohnung Brenner HERIS-ID: 12775 Objekt-ID: 8933 Wiener Wohnen: 1073     | Rauchfangkehrergasse 26 Standort KG: Sechshaus            | Nach Plänen des Architekten Anton Brenner entstand 1924/25 der kubische Eckblock mit Loggien und Balkons. Hier wurden zum ersten Mal in Wien Saalwohnungen mit flexiblen Zwischenwänden verwirklicht. Die im Haus gelegene Wohnung Brenners ist im Originalzustand erhalten. | BDA-Hist.: Q38140802 Status: Bescheid Stand der BDA-Liste: 2025-06-30 Name: Wohnhausanlage der Gemeinde Wien inkl. Ausstattung Wohnung Brenner GstNr.: .249 Wohnhausanlage Rauchfangkehrergasse 26                                                    |
| ja   | Datei hochladen | Schule HERIS-ID: 48538 Objekt-ID: 52063                                                                                    | Sechshauser Straße 71 Standort KG: Sechshaus              | Die Schule entstand 1902 nach Plänen Wenzel Königs. Die Fassade mit Ständerstruktur sowie flachen Seitenrisaliten mit Riesenpilastern und Triglyphenfries zeigt secessionistische Maskenreliefs. Der Eckbereich ist durch eine plastische Schutzengelgruppe und das Wappen der Stadt Wien betont. | BDA-Hist.: Q38030720 Status: § 2a Stand der BDA-Liste: 2025-06-30 Name: Schule GstNr.: .67 Mittelschule Sechshauser Straße |
| ja   | Datei hochladen | Wohnhaus, ehem. Storchentempel (rechter Gebäudeteil) HERIS-ID: 63335 Objekt-ID: 75969                                      | Storchengasse 21 Standort KG: Sechshaus                   | Das 1874 durch Emil Liebesny ursprünglich als Wohnhaus errichtete Gebäude wurde aufgestockt und ein Betsaal eingerichtet. 1930 erfolgte ein Umbau durch Ignaz Reiser. Während der Novemberpogrome 1938 wurde der Betsaal zerstört; eine Gedenktafel erinnert daran. Das Innere des Gebäudes wurde 1942 stark verändert. | BDA-Hist.: Q2352062 Status: Bescheid Stand der BDA-Liste: 2025-06-30 Name: Wohnhaus, ehem. Storchentempel (rechter Gebäudeteil) GstNr.: .117, 72 Storchenschul                                                                                        |
| ja   | Datei hochladen | ehem. Stadtbahn – Teilbereich der heutigen U6 HERIS-ID: 111238 Objekt-ID: 129029                                           | Standort KG: Sechshaus                                    | Die Stadtbahn wurde ab 1892 im Zuge der Regulierung von Donaukanal und Wienfluss geplant, ästhetischer Beirat war seit 1894 Otto Wagner. Er plante mit seinen Mitarbeitern Unterbau, Hochbauten (Stützmauern, Brücken, Tunnelportale, Viadukte, Stationen) und Details (Geländer, Gitter, Tore, Möbel, Beleuchtungsköper etc.) aller Stadtbahnlinien. Es entstanden nach sechs Jahren Bauzeit etwa vierzig Bahnkilometer mit 36 Stationen im Stil des Späthistorismus mit Jugendstilelementen. Von 1969 bis 1989 wurde das System modernisiert und schrittweise in das U-Bahn-Netz integriert. Hier verläuft die Gürtellinie der Wiener Stadtbahn südlich der heutigen U-Bahn-Station Gumpendorfer Straße entlang des Sechshauser Gürtels bis zur Linken Wienzeile.        | BDA-Hist.: Q37822799 Status: Bescheid Stand der BDA-Liste: 2025-06-30 Name: ehem. Stadtbahn – Teilbereich der heutigen U6 GstNr.: 1669, 1668, 1667, 1665, 1666, 122/4, 122/5, 122/6, 122/7, 128/3, 122/2, 128/14, 122/1 Vienna Stadtbahn architecture |
| ja   | Datei hochladen | Wientalverbauung HERIS-ID: 111791 Objekt-ID: 129801seit 2016                                                               | Standort KG: Sechshaus                                    | Die Regulierung des Wienflusses erfolgte in den Jahren 1894–1904, wo der größte Teil des Flusses in ein Betonbett gelegt wurde. Projektleiter waren Rudolf Krieghammer und Ludwig Leupschitz sowie Friedrich Ohmann und Josef Hackhofer (baukünstlerische Leitung). Otto Wagners Idee, den Fluss einzuwölben, um eine Prachtstraße zu errichten, wurde nur in einem Teilstück entsprochen. | BDA-Hist.: Q37826754 Status: Bescheid Stand der BDA-Liste: 2025-06-30 Name: Wientalverbauung GstNr.: 118/1, 118/5, 118/6, 179 |

## Ehemalige Denkmäler
| Foto |                 | Denkmal                                           | Standort                             | Beschreibung | Metadaten |
| ---- | --------------- | ------------------------------------------------- | ------------------------------------ | --- | --- |
| ja   | Datei hochladen | Verwaltungs-/Bürogebäude Objekt-ID: 75964bis 2011 | Huglgasse 3 Standort KG: Rudolfsheim | Die erste Ausbaustufe des Kaiserin-Elisabeth-Spitals nach Plänen von Eugen Sehnal, bestehend aus dem an der Huglgasse gelegenen Verwaltungsgebäude, dem gegenüber liegenden Pavillon 1 sowie den flankierenden analog gestalteten Pavillons 2 und 3 entstand 1889/90. Im Juni 2013 wurden diese Gebäude abgebrochen. | BDA-Hist.: Q106686057 Status: § 2a Stand der BDA-Liste: 2011-05-30 Name: Verwaltungs-/Bürogebäude GstNr.: .749 |